# Муніципальний музей красних мистецтв імені Хуана Мануеля Бланеса

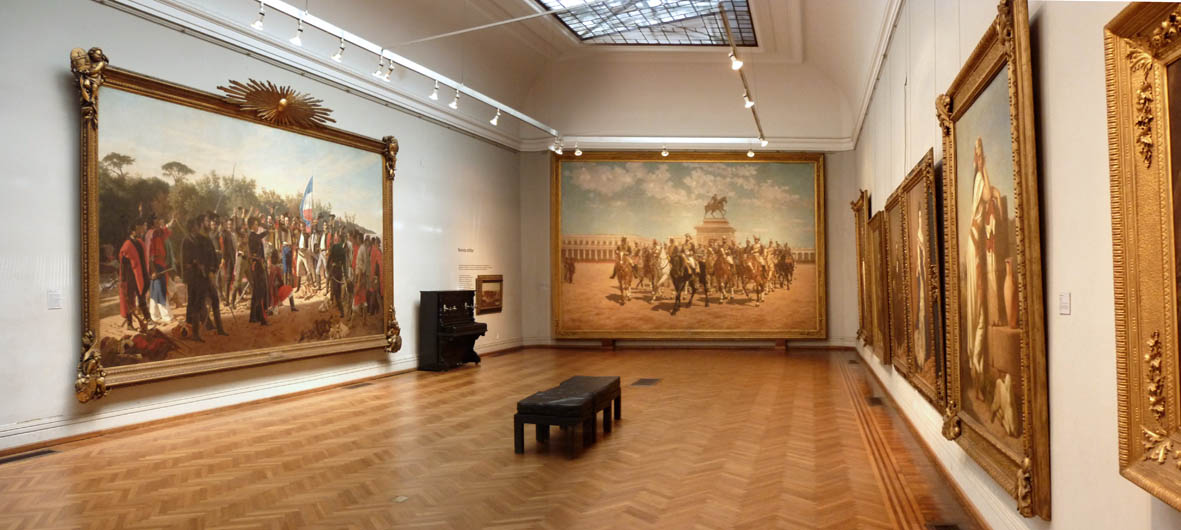
Зала Хуана Мануеля Бланеса

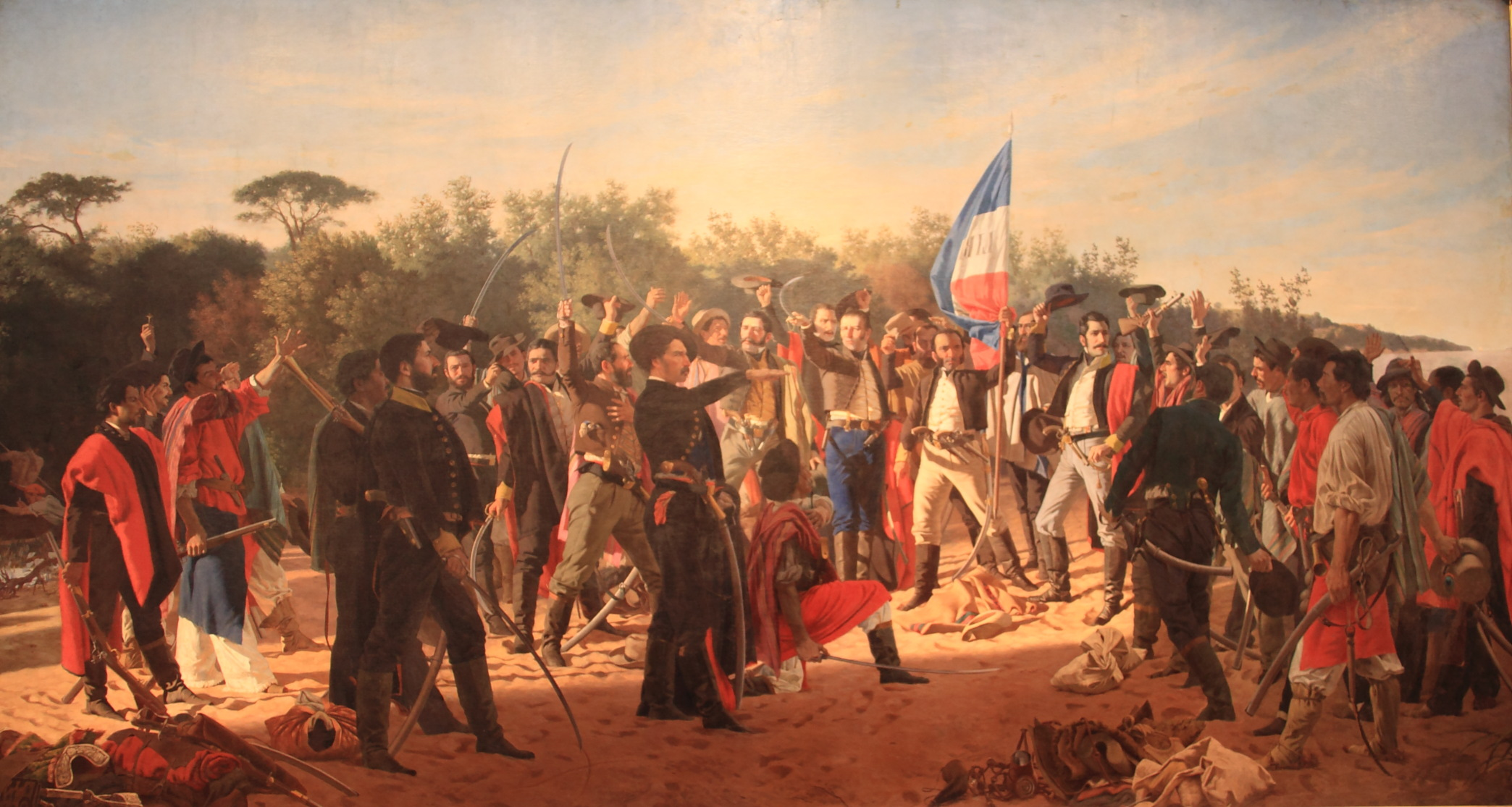
Хуан Мануель Бланес, «Клятва 33 уругвайців»

Муніципальний музей красних мистецтв імені Хуана Мануеля Бланеса (ісп. Museo Municipal de Bellas Artes Juan Manuel Blanes) — музей у Монтевідео (Уругвай).

## Історія
Музей був заснований в 1930 році і спеціалізується на історії мистецтва Уругваю. Розташований у парку Прадо столиці Уругваю за адресою: Авеніда Міллан 4015.
Музей займає будівлю вілли Палладіо, побудоване інженером Хуаном Альберто Капурро за замовленням італійського консула Хуана Баутіста Раффі в 1870 році. При будівництві використовувалися найкращі будівельні матеріали, колони і сходи виконані з каррарського мармуру. Сходи прикрашені статуями і декоративними вазами.
У 1929 році муніципалітет придбав віллу у родині Аугусто Моралеса, щоб розмістити в ній музейну колекцію. У тому ж році архітектор Еухеніо Бароффіо реконструював будівлю, зокрема були прибудовані дві зали з денним освітленням розміром 8 на 25 метрів, які розташовані симетрично вздовж поздовжньої осі будівлі. У 1975 році будівлю музею було визнано національною історичною пам'яткою.

## Колекція
Основу колекції складають роботи уругвайських художників, які розміщені в декількох залах, найбільшими з яких є: 
Зала Хуана Мануеля Бланеса, в якої знаходиться постійна експозиція робіт Хуана Мануеля Бланеса (1830–1901).
Зала Педро Фігарі, в якої знаходиться постійна експозиція робіт Педро Фігарі (1861–1938).
У колекції також представлені роботи Карлоса Гонсалеса, Карлоса Альберто Кастельяноса, Педро Бланеса Віале, Рафаеля Баррадаса, Гільберта Белліні і Хосе Кунео.
Колекція сучасного мистецтва другої половини XX століття та початку XXI століття представлена роботами таких художників, як Хоакін Торрес Гарсія, Герман Кабрера, Хуан Хосе Нуньєс, Ернесто Віла, Ліліана Портер, Луїс Камнітцер і Карлос Капелан.
У колекції музею також представлені і твори зарубіжних майстрів — 2600 картин, гравюр, малюнків, інших графічних робіт і більш 200 скульптур різного походження. Європейський живопис представлений картинами Гюстава Курбе, Моріса де Вламінка, Моріса Утрілло, Рауля Дюфі, Ромеро де Торреса та інших художників, графіка — оригінальними гравюрами Альбрехта Дюрера, Рембрандта ван Рейна, Пабло Пікассо,  Джованні Баттісти Піранезі, Франсиско Гойї, Оноре Дом'є, Поля Ґоґена, Жана Батіста Каміля Коро та інших відомих графіків починаючи з XVI і закінчуючи XX століттям.
Перед музеєм розташований японський сад, єдиний японський сад в Монтевідео.